# Перальта, Хуан
Хуа́н Пера́льта Гаско́н (исп. Juan Peralta Gascon; род. 17 мая 1990, Памплона) — испанский трековый велогонщик, специалист по спринту, командному спринту и кейрину. Выступает за сборную Испании по велоспорту начиная с 2008 года, многократный победитель и призёр испанских национальных первенств, призёр этапов Кубка мира, участник двух летних Олимпийских игр.

## Биография
Хуан Перальта родился 17 мая 1990 года в городе Памплона автономного сообщества Наварра, Испания.
Впервые заявил о себе в 2008 году, выиграв в кейрине бронзовую медаль европейского первенства среди юниоров.
В 2011 году в молодёжном зачёте чемпионата Испании одержал победу сразу в трёх дисциплинах: гите на 1000 метров, спринте и кейрине. При этом среди взрослых спринтеров стал вторым. Попав в основной состав испанской национальной сборной, выступил на чемпионате мира в Апелдорне.
На чемпионате Европы 2012 года среди андеров получил бронзу в спринте. Стал чемпионом Испании среди взрослых спортсменов в зачёте командного спринта. На мировом первенстве в Мельбурне занял 13 место в гите и 17 место в индивидуальном спринте. Благодаря череде удачных выступлений удостоился права защищать честь страны на летних Олимпийских играх в Лондоне — стартовал здесь в программе кейрина, закрыв в итоговом протоколе соревнований десятку сильнейших.
После лондонской Олимпиады Перальта остался в главной трековой команде Испании и продолжил принимать участие в крупнейших международных соревнованиях. Так, в 2013 году он выиграл национальное первенство в кейрине, спринте и командном спринте, одержал победу в командном спринте на этапе Кубка мира в Мехико, выступил на чемпионате мира в Минске, где показал десятый результат в индивидуальном спринте, одиннадцатый результат в командном спринте, тогда как в кейрине занял лишь 21 место.
В 2014 году стал чемпионом Испании в спринте и командном спринте, в тех же дисциплинах на мировом первенстве в Кали был одиннадцатым и девятым соответственно.
В 2015 году защитил свои чемпионские звания в спринте и командном спринте, при этом на чемпионате мира в Сэн-Кентен-эн-Ивелин занял 17 и 14 места.
На чемпионате Испании 2016 года выиграл спринт и кейрин, в то время как в зачёте командного спринта на сей раз получил бронзу. Принимал участие в мировом первенстве в Лондоне. Находясь в числе лидеров испанской национальной сборной, благополучно прошёл отбор на Олимпийские игры в Рио-де-Жанейро — здесь участвовал в мужском спринте, но не сумел преодолеть квалификационный этап.
В 2017 году в очередной раз стал чемпионом Испании в индивидуальном и командном спринте. На чемпионате мира в Гонконге занял 25 место в личном зачёте и закрыл десятку сильнейших в командном зачёте.
На мировом первенстве 2018 года в Апелдорне был тридцатым в спринте, десятым в командном спринте и одиннадцатым в кейрине.